# Andrea M. Ghezová
Andrea Mia Ghezová (* 16. června 1965 New York) je americká astronomka a profesorka působící na Katedře fyziky a astronomie Kalifornské univerzity v Los Angeles. Známá je především pro svůj výzkum jádra galaxie Mléčné dráhy. V roce 2020 byla oceněna Nobelovou cenou za fyziku. Tu získala spolu s Reinhardem Genzelem za objev supermasivního objektu v jádře naší galaxie, který je v současné době obecně považován za černou díru.